# Пежхниця (гміна)
Гміна Пешхниця (пол. Gmina Pierzchnica) — місько-сільська гміна у східній Польщі. Належить до Келецького повіту Свентокшиського воєводства.
Станом на 31 грудня 2011 у гміні проживало 4812 осіб.

## Територія
Згідно з даними за 2007 рік площа гміни становила 104.59 км², у тому числі:
- орні землі: 76.00%
- ліси: 18.00%

Таким чином, площа гміни становить 4.65% площі повіту.

## Населення
Станом на 31 грудня 2011:
| Опис     | Загалом | Загалом | Чоловіки | Чоловіки | Жінки | Жінки |
| -------- | ------- | ------- | -------- | -------- | ----- | ----- |
| одиниця  | осіб    | %       | осіб     | %        | осіб  | %     |
| все      | 4812    | 100     | 2420     | 50.29    | 2392  | 49.71 |
| міське   | 0       | 100     | 0        |          | 0     |       |
| сільське | 4812    | 100     | 2420     | 50.29    | 2392  | 49.71 |

## Сусідні гміни
Гміна Пешхниця межує з такими гмінами: Ґнойно, Далешице, Моравиця, Ракув, Хмельник, Шидлув.